# Корида
Це стаття про найвідоміший різновид бою биків, поширений в Іспанії, а також регіонах, що мають з нею тісні культурні і історичні зв'язки. Загальна інформація про бій биків міститься в статті Бій биків.

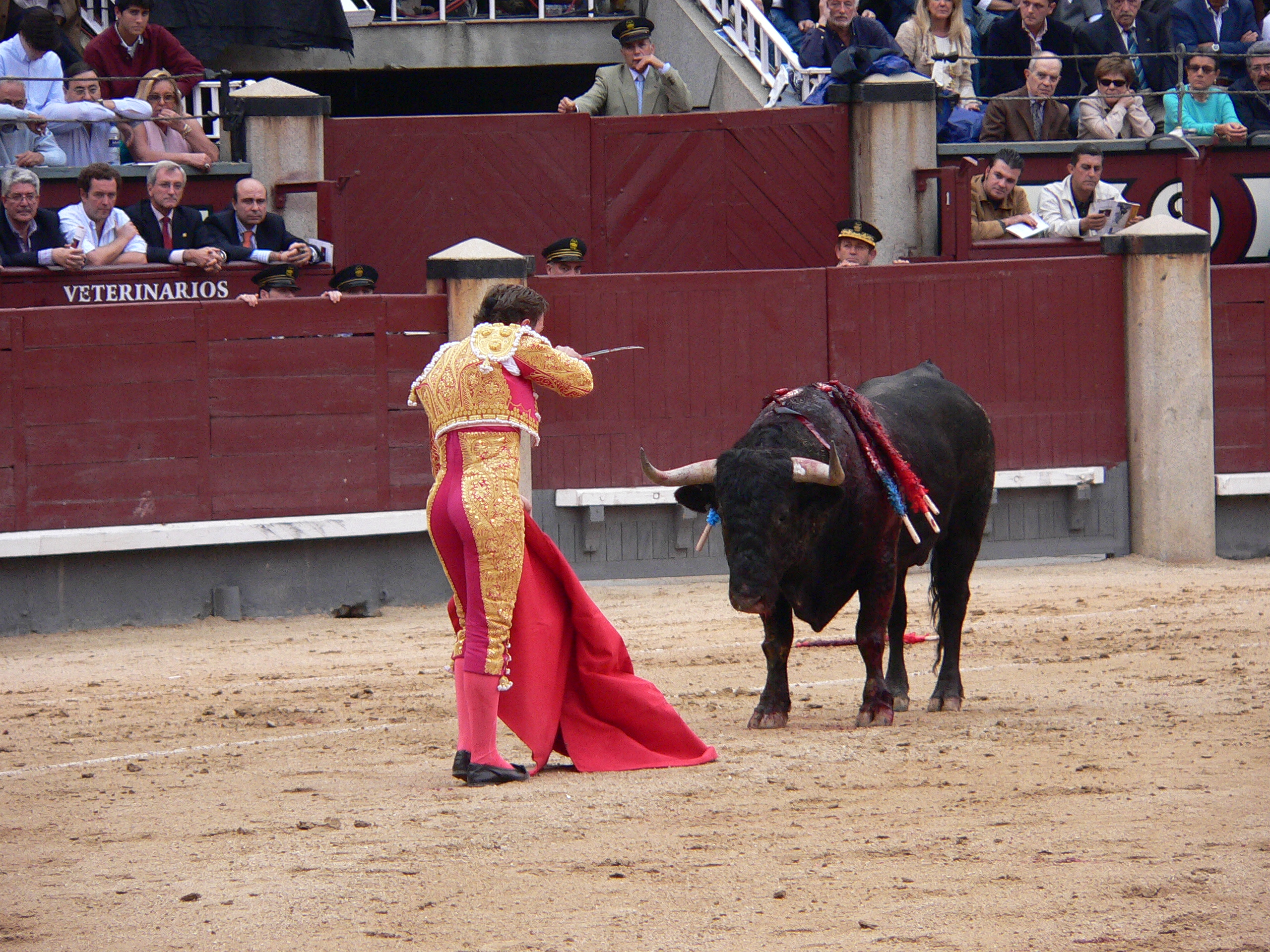
Тореро з плащем-капоте

Кори́да (ісп. corrida de toros, tauromaquia, toreo) — найпоширеніша форма бою биків, традиційне іспанське видовище, що практикується також і в деяких інших країнах. Корида полягає у виконанні певної послідовності фігур з биком особливої породи, що зазвичай завершуються смертю бика.

## Термін
Описується іспанський варіант пішої кориди (кінна корида описується окремо) з дорослим биком (дивись також новільяда). Оскільки в українській мові слово «корида» може фактично позначати будь-який різновид протиборства з биком (також дивись статтю Бій биків для огляду інших форм бою биків і тавромахії), що існують як в Іспанії, так і за її межами (загальне поняття «тавромахія» може означати як власне кориду, так і всі інші видовища, що включають боротьбу з биком, а в Іспанії в це поняття також включають селекцію і вирощування биків).
Саме слово «корида» (corrida) утворене від дієслова correr, головне значення якого «бігти» (проте «біг» — carrera). У цього дієслова є й інші значення, зокрема, correr una suerte — зазнати (якої-небудь) долі. Тому дуже приблизно значення словосполучення corrida de toros можна перевести як «обробка биків», «прогін биків». Іспанці у побуті часто називають кориду просто toros, тобто «бики»

## Походження і історичний розвиток

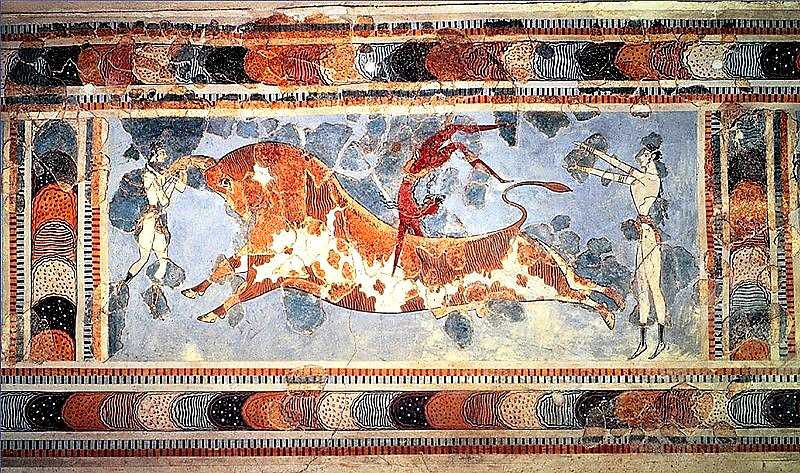
Ігри з биком (розпис палацу в Кноссі)

Історія кориди, швидше за все, сходить до бронзової доби, до іберів, що населяли Піренейський півострів і що вважали бика священною твариною (збереглися наскельні зображення биків, яким декілька тисяч років). Ймовірно, первинне вбивство бика було ритуальним. Подібні церемонії існували і в інших середземноморських народів, зокрема, у стародавніх греків.
Відомо, що в Середньовіччя до битв з биком мали пристрасть Карл Великий, Альфонсо X Кастильський, Сід Кампеадор. До кінця XV століття, тобто часу завершення реконкісти і об'єднання Іспанії, корида стає розвагою благородних осіб. З биком б'ється кабальєро, лицар на коні. Ті, хто ще нещодавно билися з маврами і готувалися зустріти смерть на полі бою, знову могли випробувати себе на арені. У XVI столітті без кориди не обходилася вже більшість великих свят. У Мадриді бої влаштовували на центральній площі, Пласа Майор, де відбувалися найважливіші для країни події, зокрема особливо важливі аутодафе, а у дні святкувань коронацій королі виходили вітати народ. Корида в цей період естетизується і перетворюється на елемент культури.

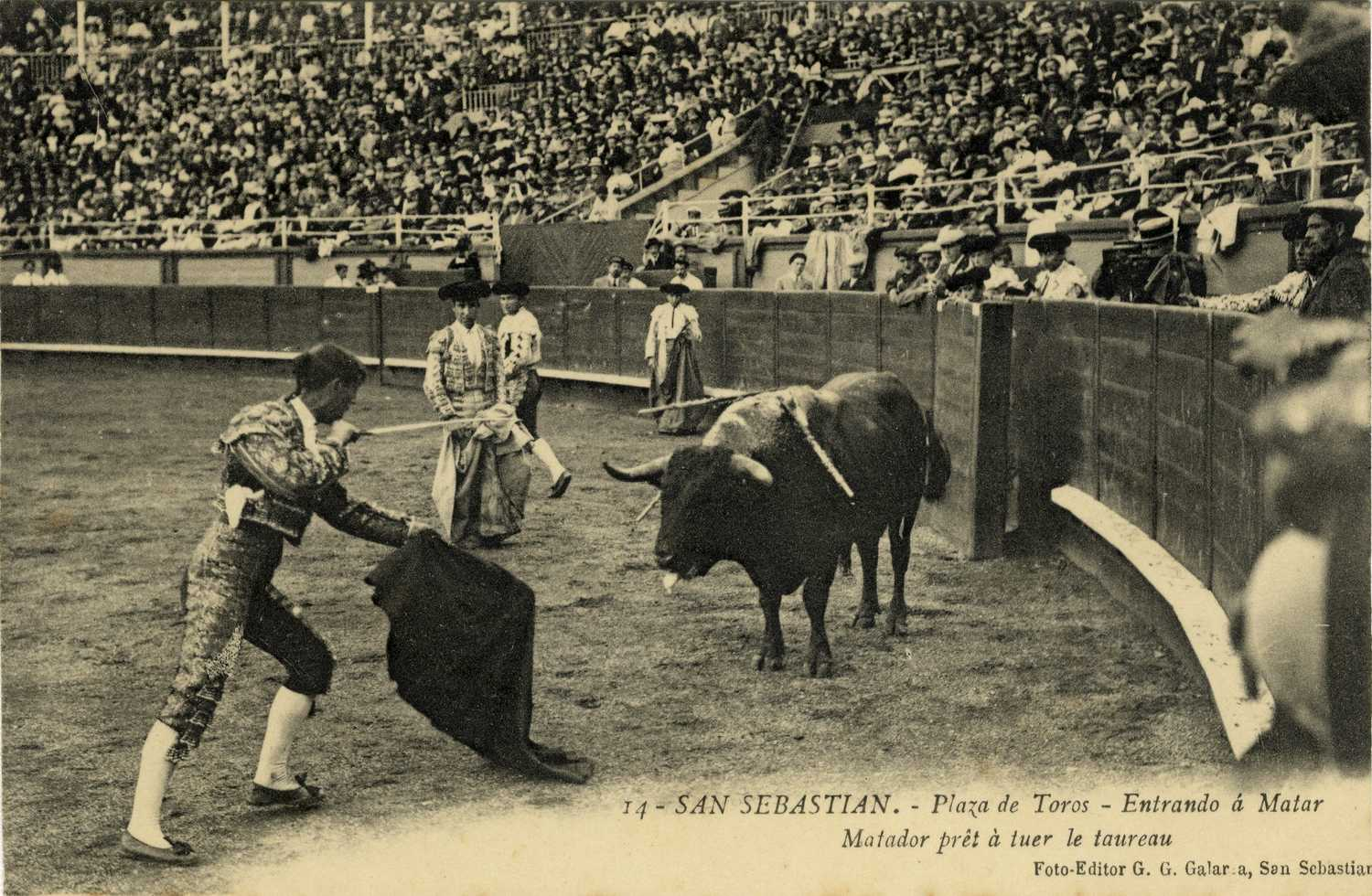
Корида в Сан-Себастьяні (Країна Басків, Іспанія, листівка поч. XX ст.

Піша корида з'являється на початку XVIII століття. Причиною зміни звичаю є, ймовірно, неприязнь короля-француза Філіпа V до цієї іспанської традиції, внаслідок чого корида стає святом людей нижчих класів, що не мали своїх коней (або що боялися ризикувати ними). Місце народження сучасної кориди — Андалусія. У подальші сто років з'являються перші відомі тореро, що розробили ритуали і прийоми сучасної тавромахії, — Хоакін Родрігес «Костільярес», Хосе Дельгадо Герра «Пепе-Ільо», Педро Ромеро Мартінес. Бій биків швидко розвивається упродовж XIX століття, а його «Золотим часом» вважаються 1910—1920-ті роки, коли виступають Хуан Бельмонте (вважається найкращим тореро всіх часів і батьком сучасного стилю тавромахії), Хосе Гомес «Гальіто» (він же «Хоселіто»), Рафаель Гонсалес «Мачакіто». Після громадянської війни 1936—1939 років, коли з'являються нові видатні матадори (Манолете та інші), популярність кориди швидко зростає у всьому світі, хоча зараз у неї багато супротивників, особливо серед захисників прав тварин.

## Учасники
Кожен матадор (matador de toros) має шість помічників — два кінних пікадори (picador), три бандерільєро (banderilleros) і наглядача меча (mozo de espada). Разом вони складають команду (cuadrilla). До неї також залучені помічник наглядача меча (ayuda) та молодші помічники (junior subalternos), зокрема щонайменше двоє робітників (peóns).

## Бойовий бик
Основна стаття: Бойовий бик

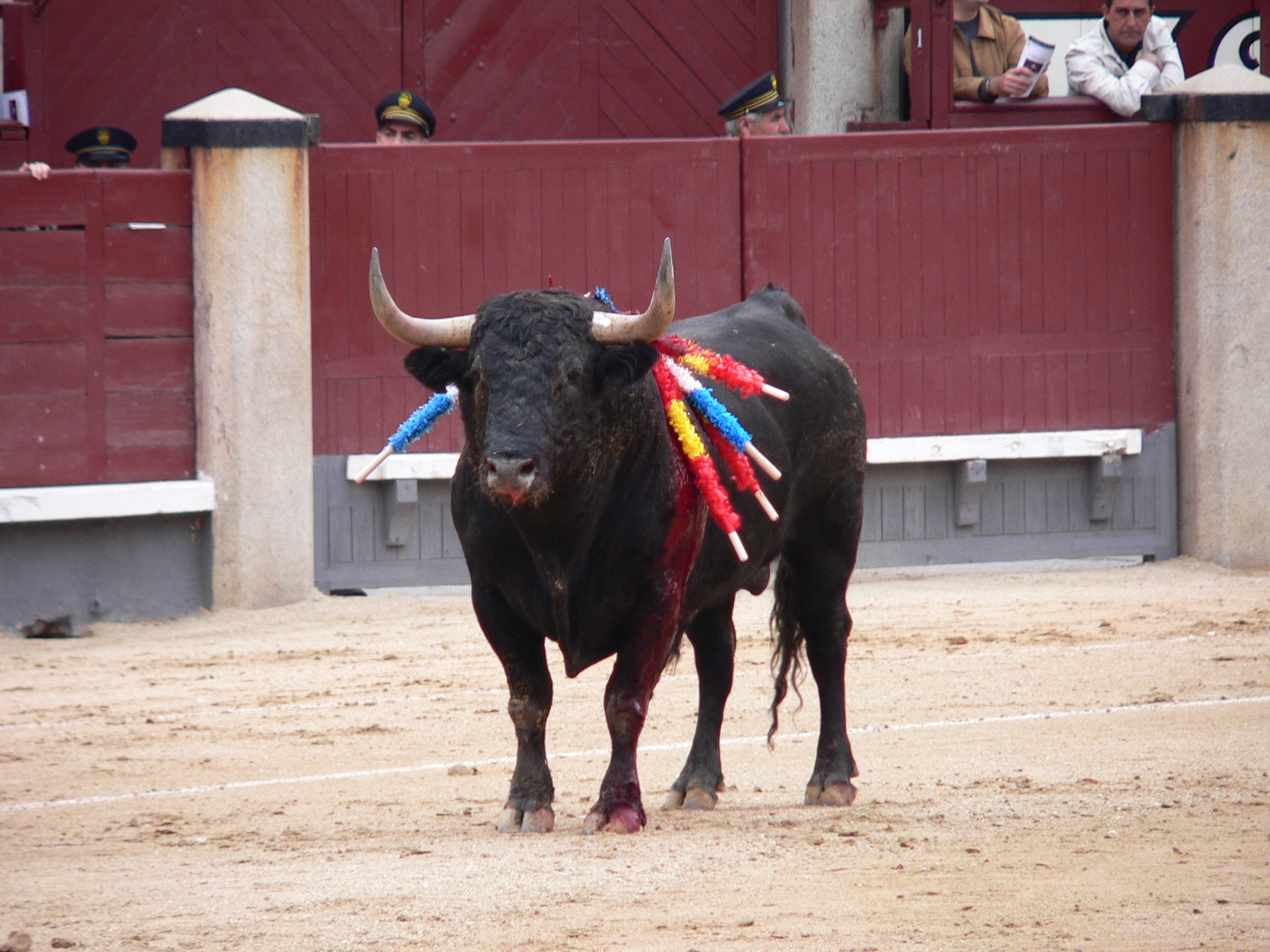
Бик на кориді з бандерильями

У кориді беруть участь бики особливої породи, близькі до тура. Розрізняється багато характеристик бойових биків, особливо цінується їхня відповідність одному з семи ідеальних зразків («каст»). Бики вирощуються на особливих фермах, ганадеріях (ganaderías), і перед боєм у загривок бика встромляється маленький кольоровий вимпел, за яким можна визначити походження бика. Також про це можна дізнатися за клеймом та з плаката, який часто показується перед виходом бика.
У кориді беруть участь бики віком не менше 4 років (і, як правило, не більше 6). Іноді регламентується маса бика (не менше 450 кг).
Іноді трапляються випадки шахрайства — бикові підпилюють роги («підголюють»), щоб він не міг правильно розрахувати свій удар. В ході бою це, проте, може зіграти як на користь тореро, так і проти нього. У кінній кориді підпилювання бикові рогів з метою забезпечення безпеки коня є законною практикою. Також відомі випадки, коли бика навмисне послаблюють за допомогою різних препаратів та іншими засобами. Це, поза сумнівом, суперечить духові тавромахії.
У символічному плані бик, переважно чорний, може бути інтерпретований як уособлення смерті, що додає поєдинку ритуального характеру. Разом з тим, етика кориди вимагає від тореро ставитись до бика як до друга, виявляючи належну пошану до його сили та хоробрості. Це один із парадоксів, що оточують видовище.

## Арени для бою биків

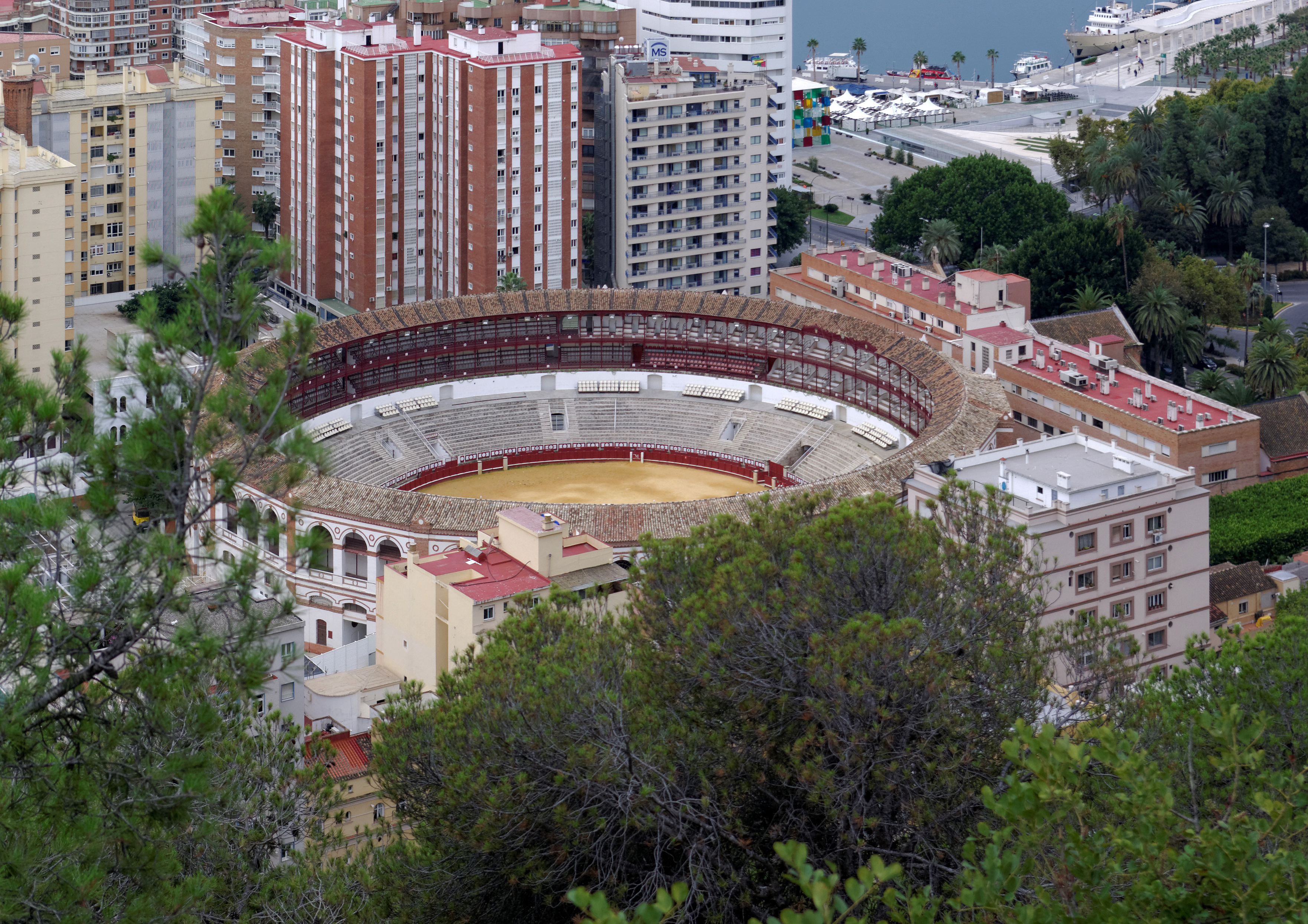
Арена у Малазі

Спочатку корида проводилася на міських площах, зазвичай прямокутної форми (типовий приклад — Пласа Майор у Мадриді). Із формуванням канонів кориди у 18 столітті, з тим, щоб бик не забивався в кут, почали споруджуватися круглі площі (перша — Ла Маестранса в Севільї в 1733 році). Протягом наступної сотні років круглі арени (plazas de toros) були зведені в усіх великих містах Іспанії. За своєю будовою арена нагадує римський цирк (у Німі кориди і проводяться в давньоримському амфітеатрі) з розташованими амфітеатром місцями для глядачів, круглою ареною з пісочним покриттям, яка відокремлена від амфітеатру бар'єром заввишки близько 140 см, і службовими приміщеннями (загороди для биків, стайня, медпункт та інші).
Оскільки сонце звичайно світить на одну сторону арени, ця сторона називається «Sol» («сонце») і місця там коштують дешевше. Сторона, що знаходиться у затінку, зветься «Sombra» («тінь»). Під час кориди існують місця, з яких сонце зникає, а також місця, де воно може з'явитися. Квитки на ці місця можуть продаватися під назвою «Sol у Sombra» («сонце і тінь») за ціною, меншою, ніж «Sombra», але дорожче, ніж у «Sol». Найбільша арена для бою биків у світі — це Plaza Monumental у Мехіко (55 000 місць).
В Іспанії арени поділяються на 3 категорії. Перша категорія — площі в Мадриді (Лас Вентас), Севільї, Барселоні, Валенсії, Більбао, Сарагосі, Сан-Себастьяні та Кордові. Друга категорія — арени у столицях провінцій, а також деякі інші, що отримали цю категорію через традицію (наприклад Аранхуес). Третя — усі інші (всього близько 400 арен). У той час, коли не проводяться бої биків, арени можуть використовуватися для проведення концертів та інших видовищ.

## Порядок кориди

### Час проведення кориди
Зазвичай кориди відбуваються в ході «ферій» (буквально — ярмарок). Ферії зазвичай проводяться в більшості іспанських міст, щоб відзначити певні релігійні свята і зазвичай при цьому проходять один або декілька боїв биків. Деякі ферії, такі як ферія Святого Ферміна в Памплоні, проводяться в певні дні, інші ж, такі як квітнева ферія в Севільї, залежать від того, на який день припаде релігійне свято, у випадку з Севільєю — Великдень. У Мадриді і Севільї зазвичай корида проводиться щонеділі впродовж всього сезону, а в Барселоні вони проводяться кожну неділю липня і серпня. Проте, ці бої рідко привертають найкращих матадорів, оскільки вони вважають за найкраще виступати у феріях. Нижче йде список основних іспанських ферій, які зазвичай продовжуються не менше тижня, і в цей час проводиться мінімум одна корида в день. Оскільки більшість ферій починаються і/або доходять до своєї кульмінації в неділю, деякі дати можуть злегка змінюватися. Плакати можуть з'являтися лише за два — три тижні перед початком ферій. Наведений нижче список не є вичерпним, оскільки провідні матадори можуть виступати і на дрібніших феріях, не говорячи вже про закордонні гастролі.
- Кастельон (La Magdalena — або за тиждень, або в той же тиждень, або через тиждень після Las Fallas)
- Валенсія (Fallas — з 10 по 19 березня)
- Севілья (Квітнева ферія — воскресіння після Великодня, два тижні)
- Херес-де-ла-Фронтера (Feria del Caballo — десь в травні залежно від Великодня)
- Мадрид (San Isidro — з 1 по 30 травня)
- Кордова (з 19 по 27 травня)
- Гранада (Corpus Christi — перший тиждень червня)
- Аліканте (San Juan — тиждень, на який припадає 24 червня)
- Бадахос (San Juan — тиждень, на який припадає 24 червня)
- Бургос (з 26 по 29 червня)
- Альхесирас (з 27 червня по 1 липня)
- Памплона (San Fermin — з 6 по 14 липня)
- Сантандер (San Jaime — тиждень, на який припадає 25 липня)
- Валенсія (San Jaime — тиждень, на який припадає 25 липня)
- Уельва (Colombinas — з 1 по 5 серпня)
- Віторія (Virgen Blanca — з 4 по 8 серпня)
- Малага (з 14 по 25 серпня)
- Альмерія (Virgen del Mar — з 25 по 31 серпня)
- Більбао (Semana Grande — з 19 по 26 серпня)
- Мурсія (з 11 по 20 вересня)
- Альбасете (з 9 по 16 вересня)
- Саламанка (з 12 по 22 вересня)
- Вальядолід (San Mateo — тиждень, на який припадає 26 вересня)
- Логроньо (San Mateo — тиждень, на який припадає 26 вересня)
- Сарагоса (El Pilar — тиждень, на який припадає 12 жовтня)
- Хаен (останній тиждень жовтня)

У Мадриді, Севільї і Валенсії проводяться «міні-ферії» по 3 дні кожна, щоб відзначити закінчення сезону в кінці жовтня.
Зазвичай в бою биків беруть участь по три матадори або новільєро (відмінність новільєро від матадорів полягає в тому, що вони вбивають не дорослих биків, а «новільос» — биків від 2 до 4 років віку), які вбивають по двох биків кожен. Найстарший з них йде в списку першим і б'ється з першим і четвертим биками. Середній йде другим і б'ється з другим і п'ятим биками, а наймолодший з'являється в списку останнім і б'ється з третім і шостим биками. Старшинство матадорів визначається за датою, коли вони пройшли церемонію присвячення в матадори (tomar la alternativa). Старшинство новільєро визначається за датою, коли вони вперше взяли участь в новільяді з пікадорами (novillada con picadores). Якщо в кориді беруть участь тільки два матадори або новільєро, то це називається «рука в руку» (mano а mano), і кожен з них виступає з трьома биками. Зрідка матадор або новільєро виступають поодинці (en solitario/única espada) і б'ються з шістьма биками.
Корида поділяється на три частини (терції, tercios), дві з яких включають «випробування» (suertes, буквально — успіх, доля, варіант; іноді кожну з фаз кориди теж називають suerte). Про початок кожної секції сповіщає звук труби.

### До виходу бика

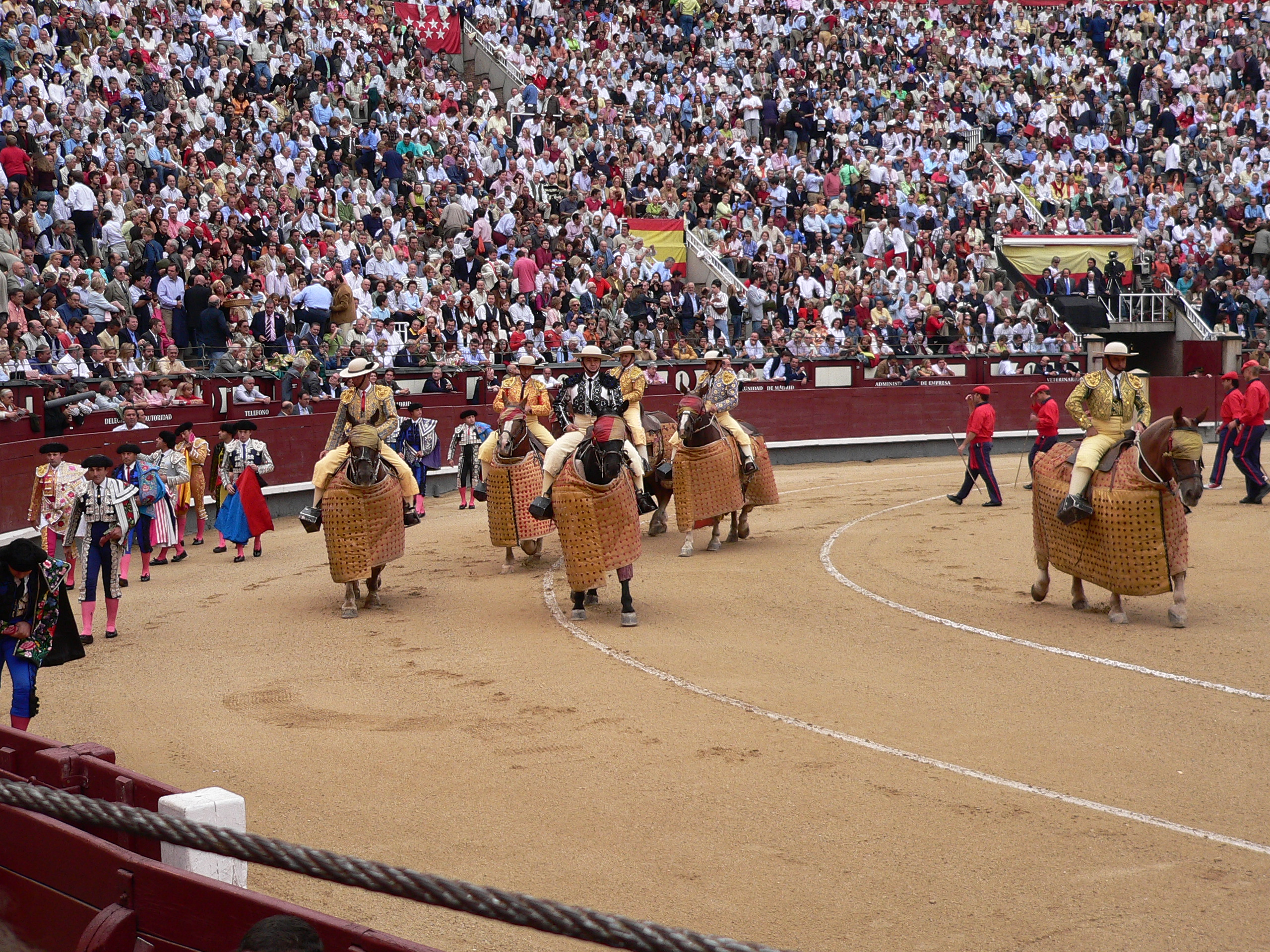
Хід учасників кориди

Афіші кориди містять стандартне формулювання: видовище відбудеться такого-то числа, «якщо тому не перешкодить погода, з дозволу влади і під її керуванням». Голова (або президент, presidente) — мер міста або інший представник цивільної влади (корида в Іспанії контролюється МВС). Він подає сигнали на початок кожної фази кориди і розпоряджається про нагородження матадора.
В день бою биків, зазвичай опівдні, представники матадорів або новільєро відвідують загороду арени, щоб вирішити, хто з якими биками виступатиме. Іноді биків групують так, щоб найлегший бик потрапив в пару з найважчим, а бик з найдовшими рогами потрапив у пару з биком, у якого вони найкоротші. Номери биків пишуться на листках паперу і кладуться в капелюх. Потім представники витягають по папірцю кожен, визначаючи, з якими биками виступатимуть їх наймачі. Після «sorteo» (жеребкування) слідує розділення биків (apartado) в індивідуальні загороди, де вони залишаються до бою.
Корида починається (зазвичай — о п'ятій вечора) з ходи учасників (el paseíllo), ціллю якого є представити себе голові кориди і публіці. У ходи існує свій порядок, що розміщує учасників у такій послідовності: У першому ряду розташовуються матадори, зліва — старший (за досвідом), справа — наступний, і в центрі — наймолодший (неофіт).
Обабіч матадорів їдуть альгвасилі (офіційні особи) на конях.
У другому ряду йдуть троє підлеглих (помічників) найстаршого з матадорів.
У третьому — троє підлеглих середнього.
У четвертому — наймолодшого.
У п'ятому ряду слідують два пікадори найстаршого з матадорів.
У шостому — середнього.
У сьомому — наймолодшого.
Закривають ходу робітники арени.

### Перша терція
Інакше називається «Терція списів» (tercio de varas). Починається з того, що із загороди вибігає бик, і його спочатку зустрічають помічники тореро з плащами.

#### Випробування плаща (капоте)

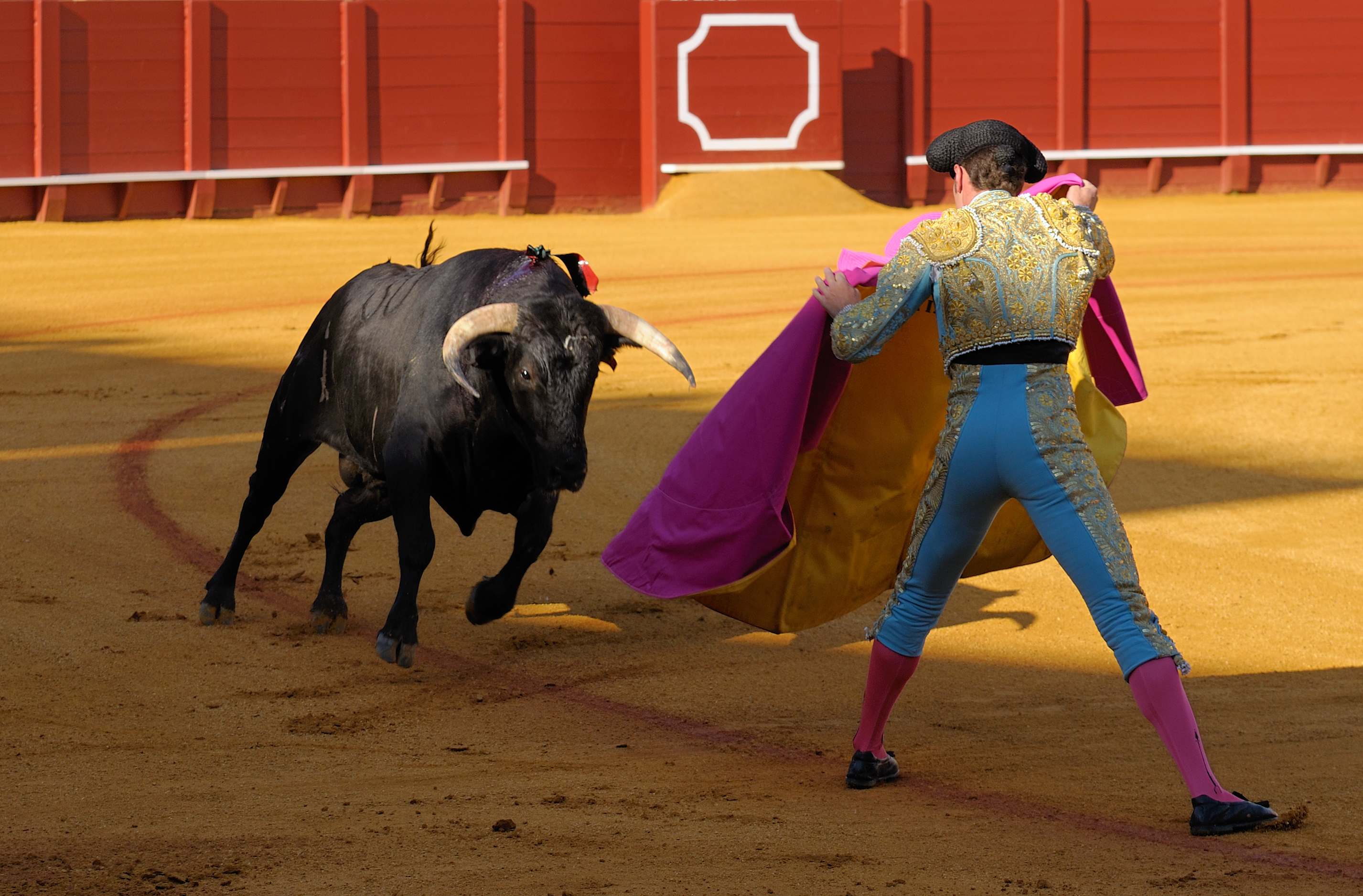
La Verónica на Пласа де Торос у Севільї

Капоте — це великий плащ, рожевий з одного боку (який показують бикові) і жовтий (іноді синій), — з іншого. Він може бути прогумований для додання жорсткості. Капоте використовують як матадор, так і підлеглі для зустрічі бика при його виході на арену. Використовується капоте як в артистичних прийомах, так і безпосередньо в поєдинку. Через його вагу, він повинен братися обома руками. Бій з капоте, що особливо цінується в Латинській Америці, застосовується матадором у перших двох терціях і його квадрільєю протягом всієї кориди, щоб «бігти на бика, зупиняти, фіксувати». Основними фігурами бою з капоте є:
- La Verónica — назву цьому прийому дав образ Вероніки, що тримає в руках плащаницю, на якій відбився лик Христа. Він є базовим в бою з капоте, а також найпопулярнішим при «зустрічі» бика. Тореро, тримаючи капоте обома руками, викликає на себе бика, виставляє вперед капоте і відводить назад протилежну ногу. Таким чином, він примушує бика атакувати. Після закінчення висувається та нога, яка була ззаду, — тореро опиняється в позиції для чергової Вероніки.
- La media Verónica (напів-Вероніка) — варіант вероніки, в якому тореро, ледве обганяючи «рогатого», підбирає капоте збоку, примушуючи обійти навколо нього. Це один із способів завершити серію Веронік.
- Largas (довгі) — прийоми, коли тореро відпускає капоте з однієї руки. Існує багато варіантів.
- Gaonera — прийом, що здійснюється з капоте за спиною: одна рука на талії, а інша витягнута, та «веде» бика.
- Chicuelina — фігура, винайдена Маестро Чикуело, є одним із найпоширеніших ходів. Тореро приймає бика так само як у Вероніці, але коли бик засовує голову в плащ, матадор повертається в протилежну до бика сторону.
- Porta Gayola — зустрічаючи бика при виході із загороди, тореро стає на коліна. Це дуже небезпечний прийом.
- Faroles — тореро проносить капоте над своєю головою і розгортає корпус так, щоб опинитися обличчям до бика після закінчення фігури.

#### Вихід пікадора

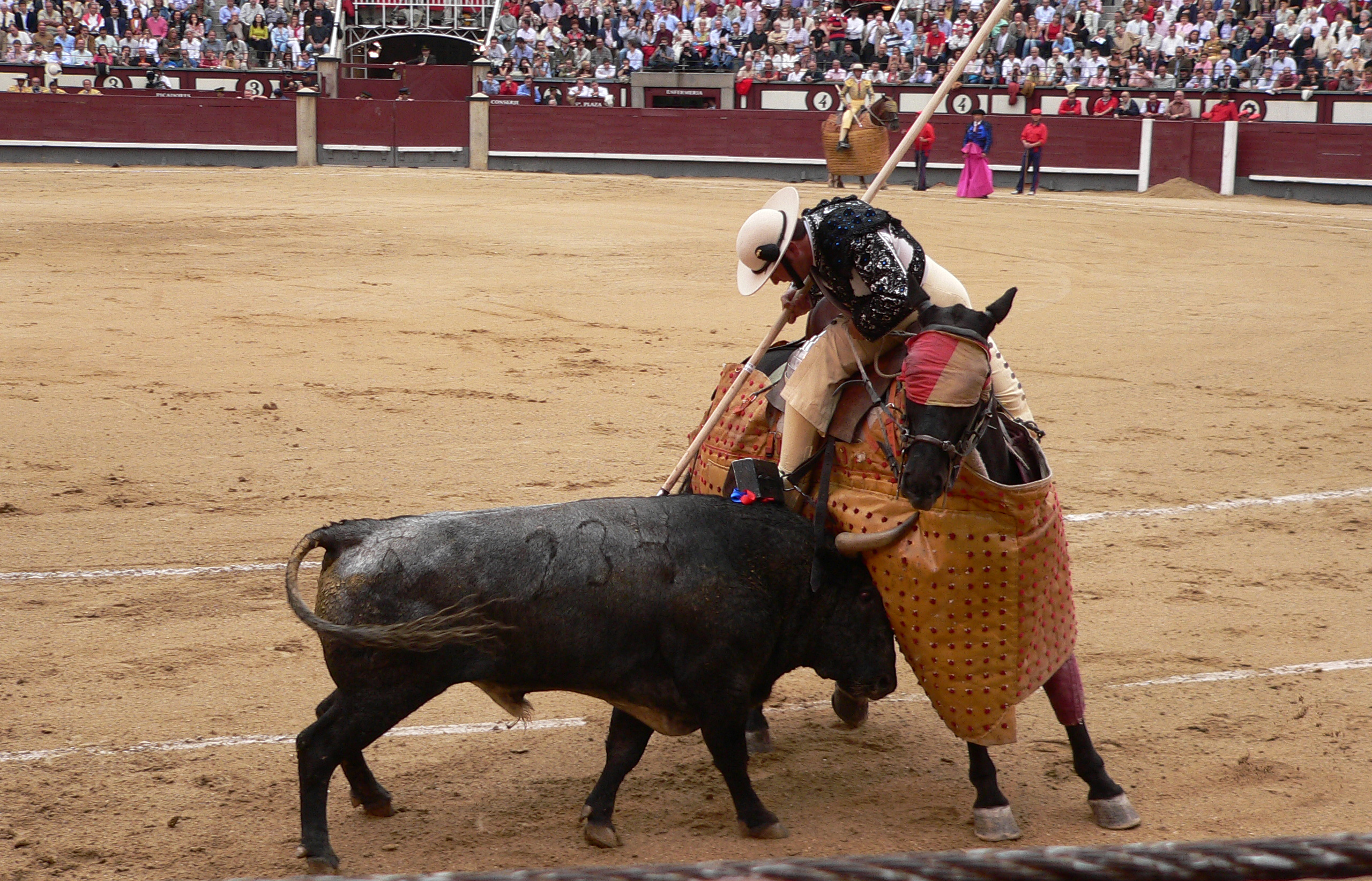
Пікадор

Два пікадори на коні, один за одним, спеціальним списом завдають ударів у загривок бика, щоб ослабити м'язи його шиї і переконатися в його реакції на біль. Це також знижує агресивність атаки і дає можливість порівняти сили бика і матадора. Історично ця кінна частина кориди була найважливішою, оскільки походила безпосередньо від стародавньої аристократичної забави з биком.
На арені намальовані два білі круги. Пікадор повинен залишатися за межами зовнішнього круга, щоб прийняти на себе атаку бика під час першої терції. В той же час тореро повинні утримувати бика в межах внутрішнього круга до того, як він нападе на пікадора. Розвиток даного епізоду ділиться на три етапи: cita, encuentro, salida (зустріч, змагання, вихід). Коли пікадор зустрічає бика, тореро і помічники стають зліва від коня.
- Cita — спочатку привертається увага бика для того, щоб він атакував коня. Артистизм полягає в тому, щоб узяти спис якомога ближче до вістря і до того, як бик зіткнеться із захисним покривалом коня, спробувати зупинити його за допомогою ковзання списа уздовж руки.
- Encuentro — пікадор мітить вістрям і виконує «покарання» (castigo). Рана дає вийти крові в районі загривка. Реакція на «покарання» дозволяє розпізнати ступінь люті бика. Якщо він покірливий, то зазвичай тікає. Належить атакувати коня три рази.
- Salida — коли бик отримав удар вістрям, йому обов'язково потрібно дати вихід. Після цього тореро перевіряють стан бика і вирішують, чи потрібно йому ще раз зустрітися з конем.

Бик завдає жорстоких ударів рогами в бік коня. З XIX століття коней стали захищати особливою збруєю, яка пом'якшує удари. Проте травми коней часті, а іноді бикові вдається перевернути коня. На всіх аренах є ветеринарний пункт для коней.

### Друга терція

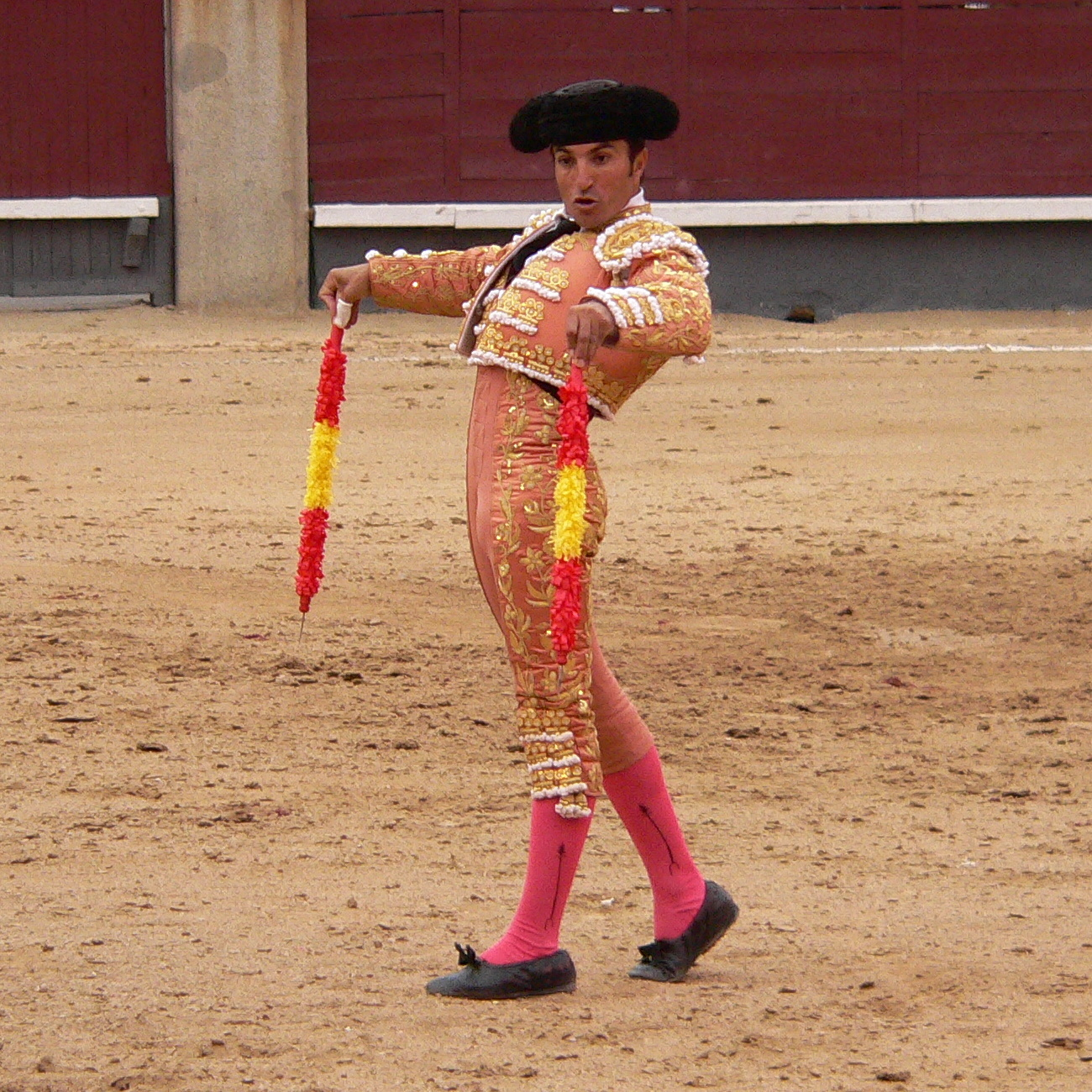
Бандерильєро

Відома як «терція бандерилій» (tercio de banderillas). Метою є «покарання» бика і вимірювання його люті, не віднімаючи у нього сил. Учасники прагнуть «пожвавити» або «розвеселити» бика. Тому бандерильї, короткі прикрашені списи, які залишаються в тілі тварини, також називають «забавниками». До XIX століття їх встромляли по одній у будь-який момент кориди, але потім їх почали поміщати попарно три рази.
Виконання цієї частини кориди доручається помічникам (їх також називають бандерильєро), хоча іноді сам матадор виконує цей епізод. У кожній квадрильї є три бандерильєро, зазвичай двоє з них підходять до бика в цілому три рази з парою бандерилій. Таким чином кожен з бандерильєро до кінця кориди робить два підходи. Існує безліч прийомів роботи з бандерильями. Основні з них:
- Al Cuarteo — один з найчастіших існуючих зараз прийомів. Бик стає на смузі пікадорів, а людина — навпроти нього. Коли бик зривається з місця, бандерильєро виходить йому назустріч, описуючи півколо, доходячи до з'єднання — момент, коли повинна встромлятися пара бандерилій.
- Al Quiebro — людина стає навпроти бика (на околиці або в центрі арени), провокує бика атакувати і чекає його, тримаючи ноги разом. Трохи раніше до підходу бика вона виставляє ногу і нахиляє тіло в ту сторону, куди хоче провести бика, і, коли той схиляється, бандерильєро приймає свою первинну позу і встромляє бандерильї.
- De Frente — один з різновидів Al Cuarteo, в якій бандерильєро йде назустріч бикові, прагнучи пройти мінімальну відстань.
- De Dentro а Fuera — бандерильєро завдає удару зсередини, тобто проходячи між огорожею арени і биком. Цей прийом достатньо небезпечний.

### Третя терція
Остання терція (терція смерті) включає підготовку бика до смерті за допомогою мулети і його вбивства шпагою. Хоча всі епізоди бою тореро присвячує якій-небудь людині, саме в цьому «номері» звичаї більш вкорінені.
Смерть першого бика кожного матадора повинна, також, бути присвячена голові (президентові) кориди (залишки церемоній етикету, які «просочують» бої биків). У момент отримання знарядь вбивства тореро, тримаючи мулету і шпагу в лівій руці, а капелюх в правій, йде до людини, якій він збирається присвятити свою «роботу». Підійшовши до нього з непокритою головою і витягнутою рукою, він виголошує присвятну промову, після чого він кидає капелюх на арену через плече. Традиція свідчить, що хорошою ознакою вважається, коли капелюх падає дном вниз, а поганим — дном вгору; тому іноді тореро перевертають її, якщо вона впала дном вгору. Хоча зараз вже не проголошуються присвячення у віршах, раніше це був дуже розповсюджений звичай. Особливо барвистими були ті, в яких тореро віддавалися власній винахідливості, творчість якої часто виявлялася недбалою і необробленою.

#### Випробування мулети

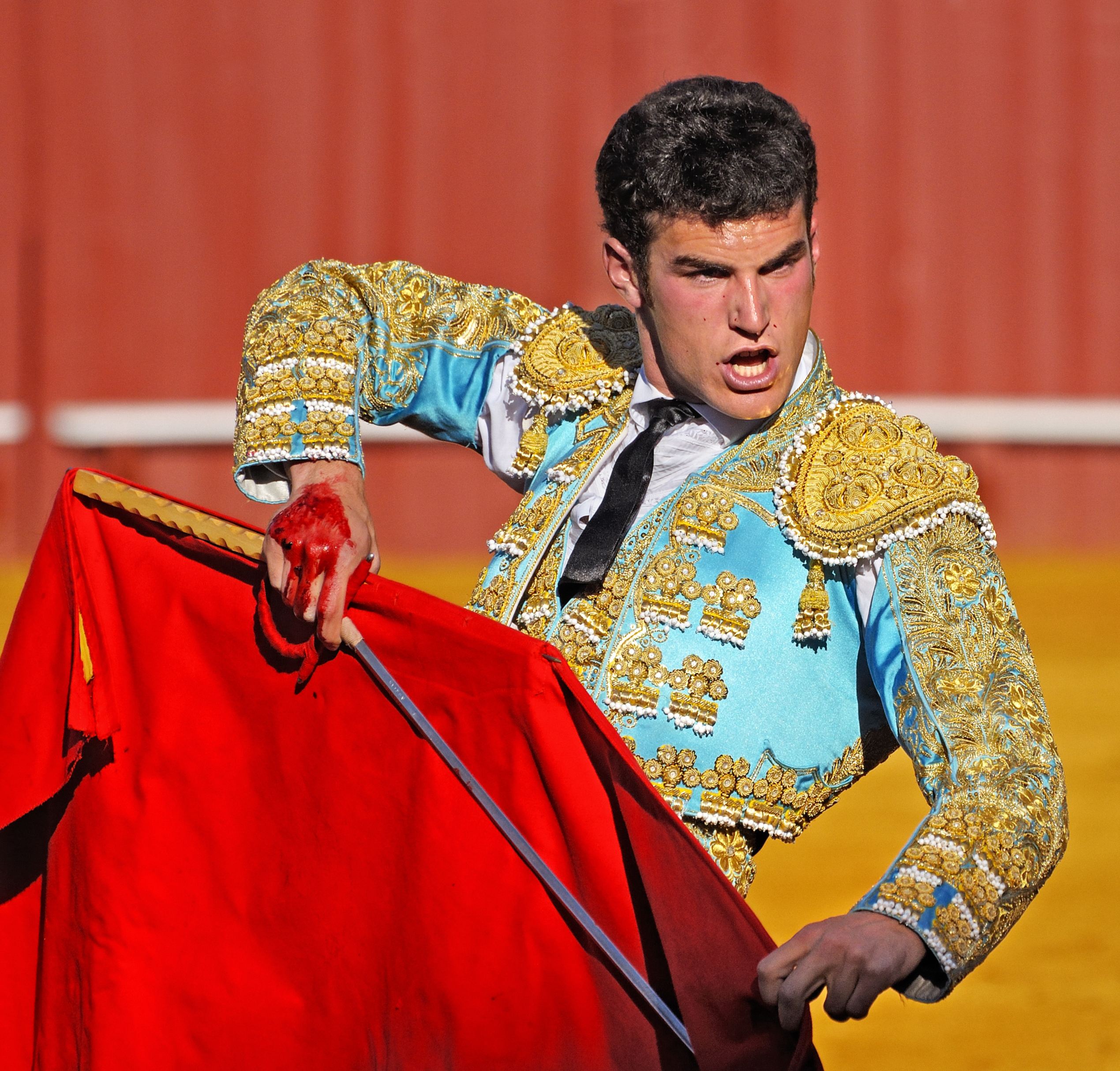
Матадор на арені Севільї. 2013

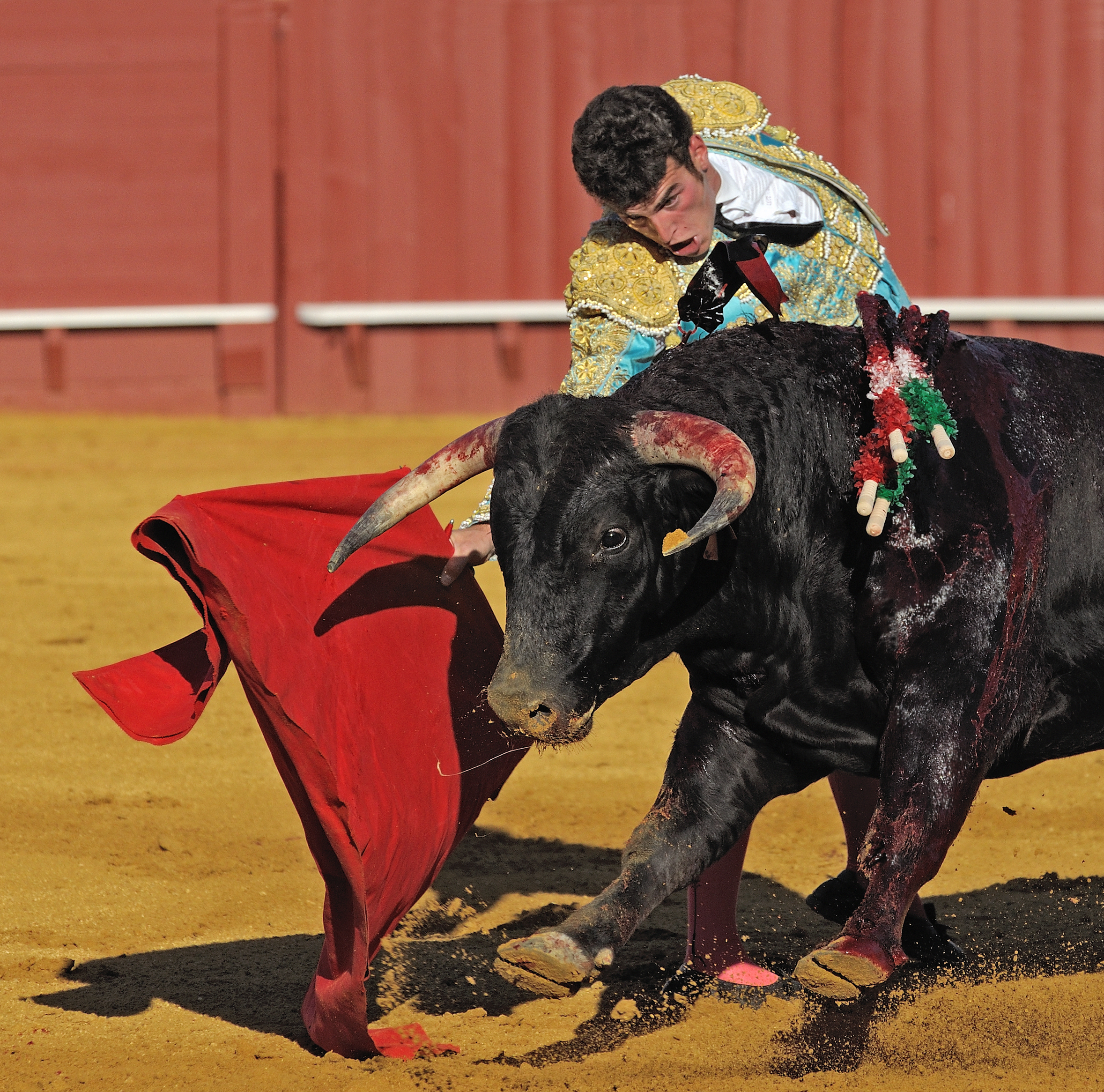
El Derechazo на Пласа де Торос у Севільї

Маестро, за допомогою мулети (невеликий червоний плащ, натягнутий на дерев'яну палицю довжиною близько 50 см), сягає найбільшого зближення з биком, використовуючи найзаповзятливіші і найчутливіші прийоми. Основні ходи з мулетою (всього їх існує достатньо багато):
- El Natural — мулета береться без шпаги в ліву руку, потім тореро вишукує відстань з биком, викидає вперед мулету, і, коли бик зривається з місця, викидає ногу для того, щоб розбити прямолінійний рух бика. Дається вільний хід руці, щоб бик просунувся якнайдалі, закінчуючи низом. Зазвичай за цією фігурою слідує pase de pecho (два цих прийоми — «джентльменський набір» матадора, обов'язкова програма з мулетою).
- El Derechazo — використовується та ж техніка, що і в попередньому прийомі, але з мулетою разом зі шпагою в правій руці.
- Pase De Pecho — після двох попередніх ходів бик повністю проходить під низько опущеною мулетою або залишається поряд, причому тореро повинен стояти на місці. Прийом проробляється в протилежному напрямі, ніж перші два, залежно від того, якою рукою він проводиться. Ця фігура вважається найважливішою зі всіх, за нею оцінюється майстерність матадора.
- Trinchera — здійснюється справа наліво, скорочуючи атаку бика за допомогою проведення мулети низом, з метою підпорядкувати і зосередити бика.

#### Вирішальний удар

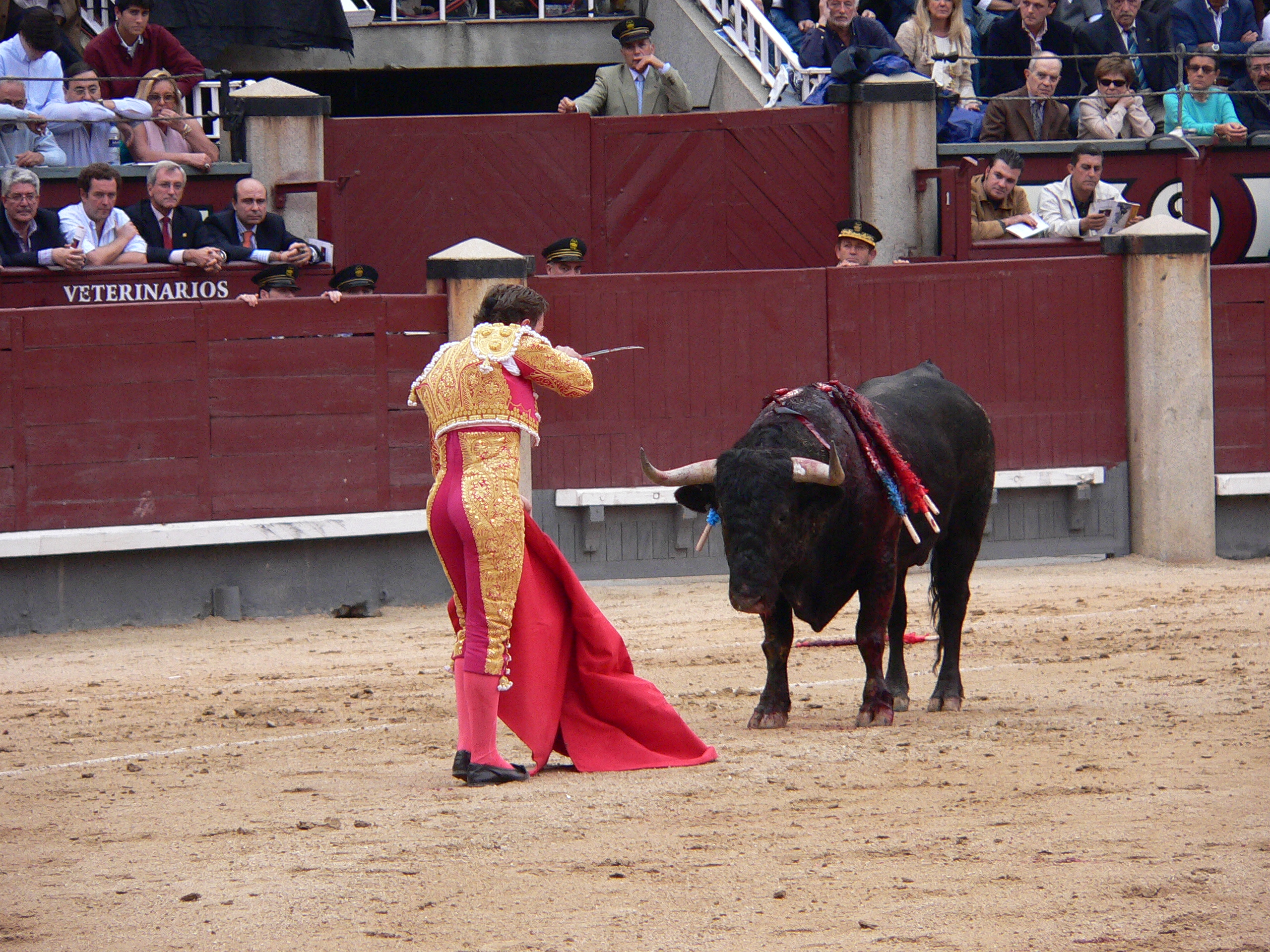
Матадор готується вбити бика

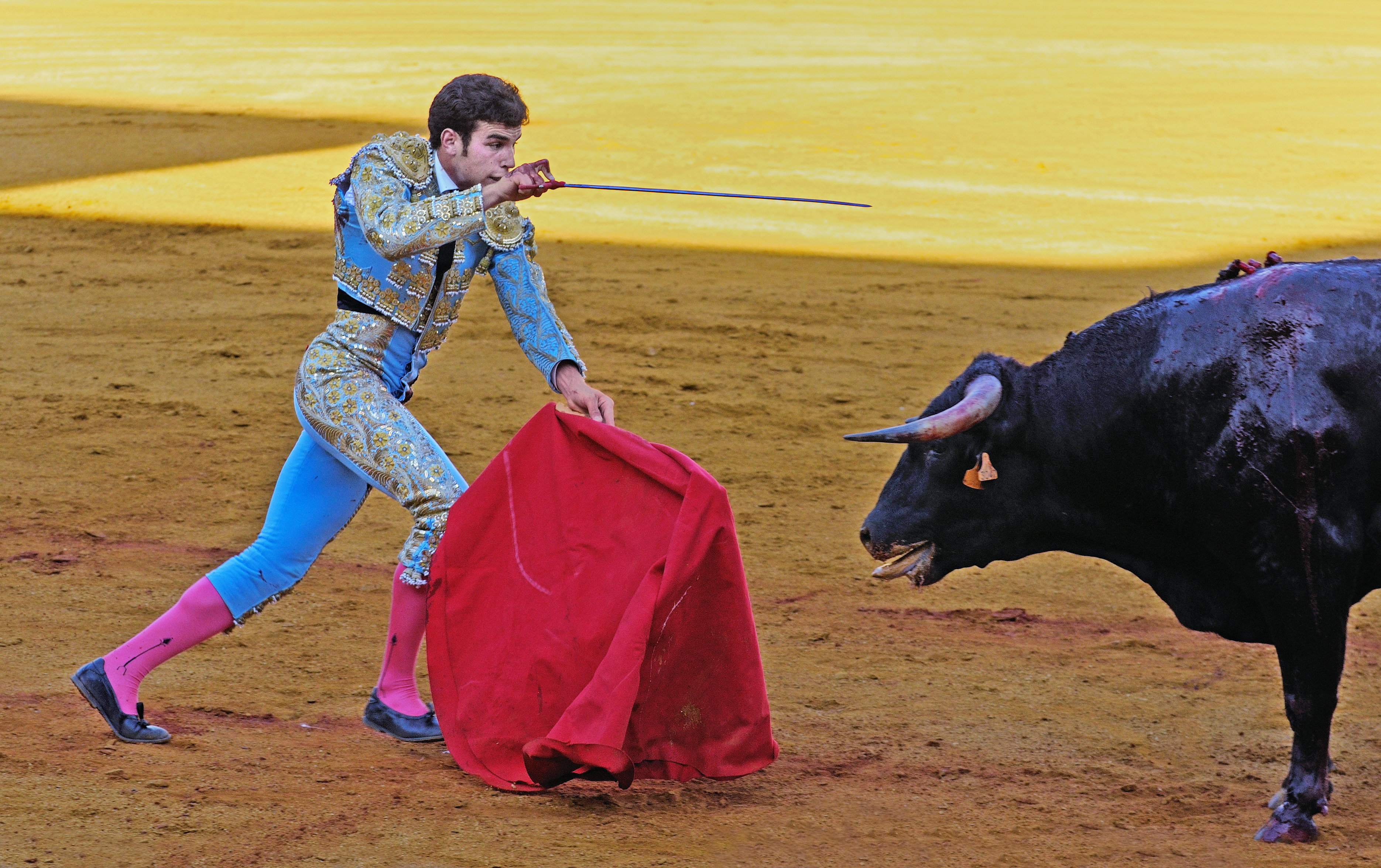
Volapié. Пласа де Торос, Севілья

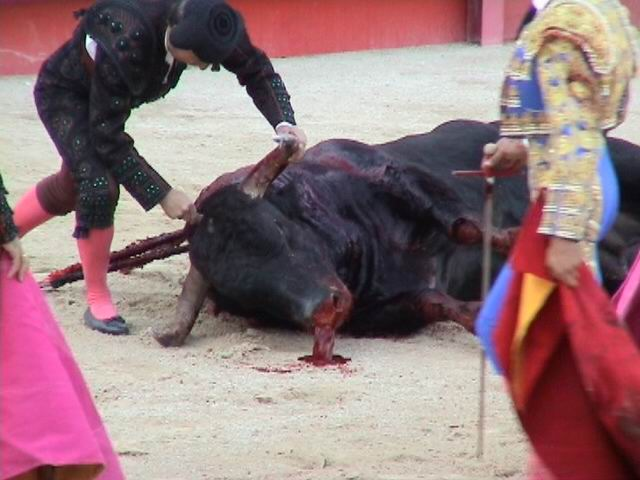
смерть бика

Після проведення артистичної роботи з биком, коли він стомлений і знесилений, наступає вирішальний момент — смерть бика, і це є кульмінацією кориди. На ранніх етапах розвитку кориди бика вбивала вся квадрілья. Зараз це робить винятково матадор (звідси його назва, що означає «той, хто вбиває»).
Бик повинен бути убитий протягом 10 хвилин після початку третьої терції. Якщо цього не відбулося, тореро дається перше попередження. Через 3 хвилини дається друге попередження. Якщо ще через 2 хвилини бик живий, то його відводять, щоб залишити для наступної кориди або заколоти. Такий розвиток подій є ганебним для будь-якого тореро.
Вбивають тварину, завжди стоячи обличчям до неї, при цьому намагаються встромити шпагу в отвір між передніми ребрами, щоб потрапити в серце і викликати якомога швидшу і безболісну смерть. Існують різні способи здійснення цього:
- Recibiendo — це найпримітивніша форма вбивства бика. Коли у бика є сили, щоб зробити кидок, матадор стає на сприятливій відстані по прямій лінії з правим рогом бика, трохи зігнутою мулетою і правою рукою зі шпагою, приставленою до грудей, лікоть на висоті плеча. Бик сам приходить до тореро.
- Volapié — це спосіб убити знесиленого бика, що стоїть на місці. Тореро біжить у напрямку до тварини, тримаючи мулету низом в лівій руці, примушуючи бика схилити голову. У цей момент правою рукою встромлює шпагу. Один із найпоширеніших способів вбивства.
- Al Encuentro — з місця зриваються і бик, і тореро, зустрічаючись посередині шляху. Цей момент може бути реалізований двома способами, залежно від того, де знаходиться тореро після завдання удару шпагою — Suerte Natural, коли матадор залишається між бар'єром арени і биком, або Suerte Contraria, коли бик залишається між бар'єром і матадором.

Якщо тореро не вдається звалити бика шпагою, він використовує меч з хрестовиною біля кінця леза (descabello), щоб пошкодити спинний хребет бика (це відбувається досить часто). Як тільки бик впаде, бандерільєро встромляє в це ж місце маленький ніж (puntilla), щоб не доставляти тварині зайвих мук. Далі декілька мулів витягують тушу убитого бика з арени, після чого вона передається м'ясникам, які чекають зовні. М'ясо бика потім продається.

## Жертви

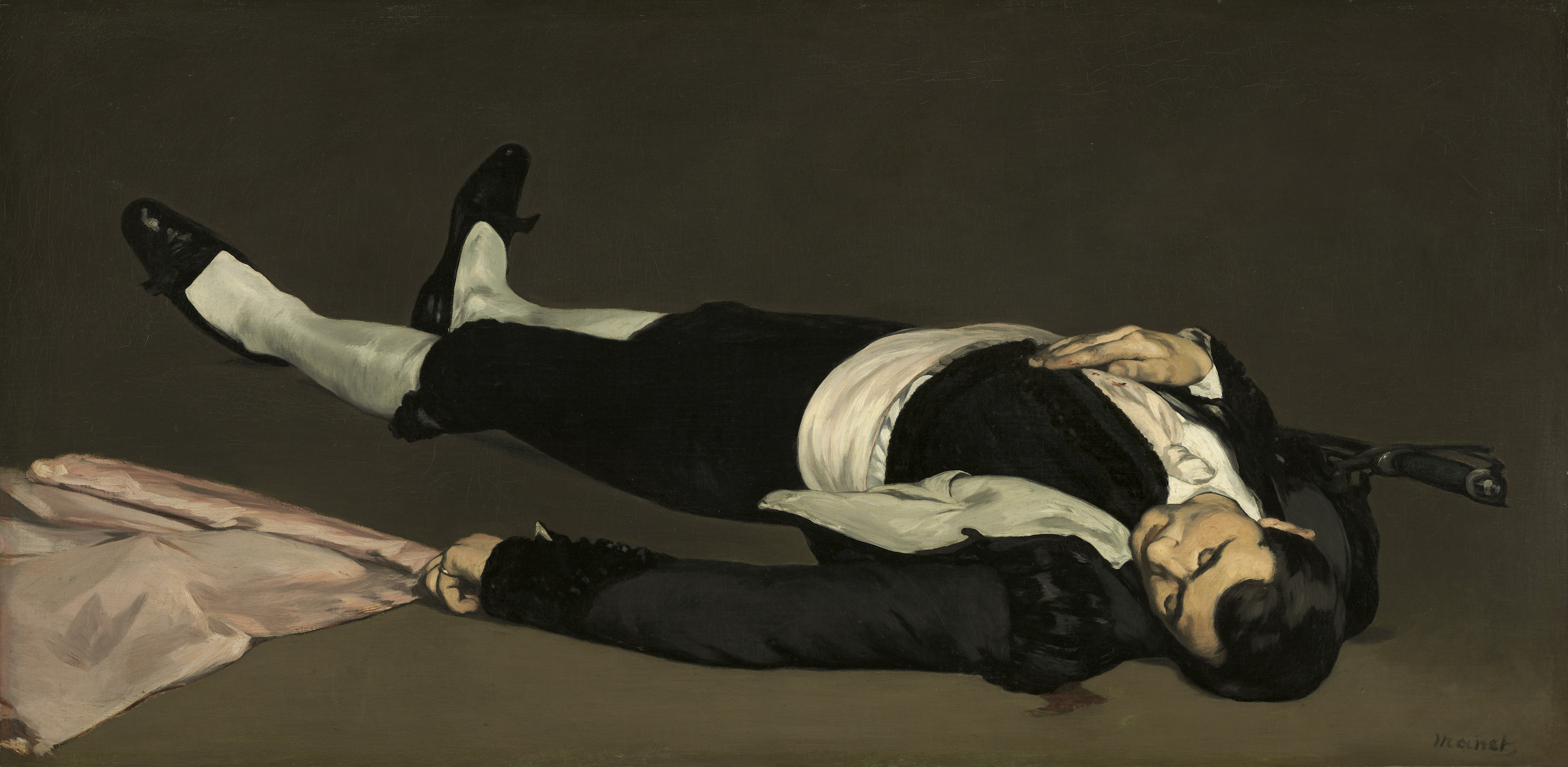
Едуар Мане. Мертвий тореро

За 19-20 століття в Іспанії під час боїв загинули 63 матадори, зокрема відомі Пепе-Ільо, Хосе Гомес Ортега на прізвисько Хоселіто (1895—1920) і Манолете (Мануель Родрігес, 1917—1947, всього він отримав за кар'єру 30 поранень), а також 350 бандерільєро, пікадорів, помічників і церемоніймейстерів. Біля мадридської арени Лас-Вентас споруджені пам'ятники загиблим матадорам, а також відкривачеві пеніциліну Александру Флемінгу від вдячних тореро (після введення антибіотиків смертність різко скоротилася). Поранення, зокрема серйозні, вельми часті. Частіше за все поранення наносяться в стегно, пах, мошонку, черевну порожнину, рідше — в грудну клітку і шию.
З іншого боку, в Іспанії, Франції і Португалії щорічно проводиться близько 6 тис. корид і новільяд, на яких гине відповідно близько 30 тис. биків. Також великий травматизм серед коней пікадорів, які ще на початку XX століття вважалися заздалегідь приреченими на смерть.

## Нагороди бика і тореро
Іноді, якщо бик проявляє особливу сміливість і публіка просить про це президента арени, то після того, як бика уб'ють, його тушу провозять ареною по колу (vuelta), і глядачі йому аплодують. Якщо бик проявив виняткову сміливість і публіка просить президента арени зберегти бикові життя, то він може дарувати бикові «пробачення». В цьому випадку вбивство бика імітується за допомогою бандерільї або просто руки. Зазвичай бик після цього стає племінним (semental). Проте бик, що убив матадора, підлягає смерті у будь-якому випадку.
Матадорові, що показав видатне мистецтво, присуджуються трофеї. Вони йдуть в наступній черговості: з відома публіки матадор може зробити коло шани по арені. Якщо велика частина публіки просить президента, зазвичай розмахуючи білими хустками, він присуджує одне вухо (una oreja). Якщо і публіка, і президент, вважають виступ відмінним, він може присудити два вуха (dos orejas). Якщо він вважає виступ видатним, він може присудити два вуха і хвіст (dos orejas у rabo), що також називаються «вищими нагородами» (los máximos trofeos). Трофеї зрізаються з мертвого бика і віддаються матадорові або новільєро, який потім здійснює один або декілька кіл шани по арені. Якщо він отримав хоч би два вуха протягом всього бою биків, він заслуговує право бути винесеним з арени на плечах публіки (salida en hombros).
З іншого боку, публіка може висловити і несхвалення у формі мовчання, свисту і викидання на арену подушок, на яких глядачі сидять на кам'яних або бетонних ярусах арени. Втім, викидання на арену подушок може означати тільки невихованість деяких глядачів.

## Місце кориди в культурі

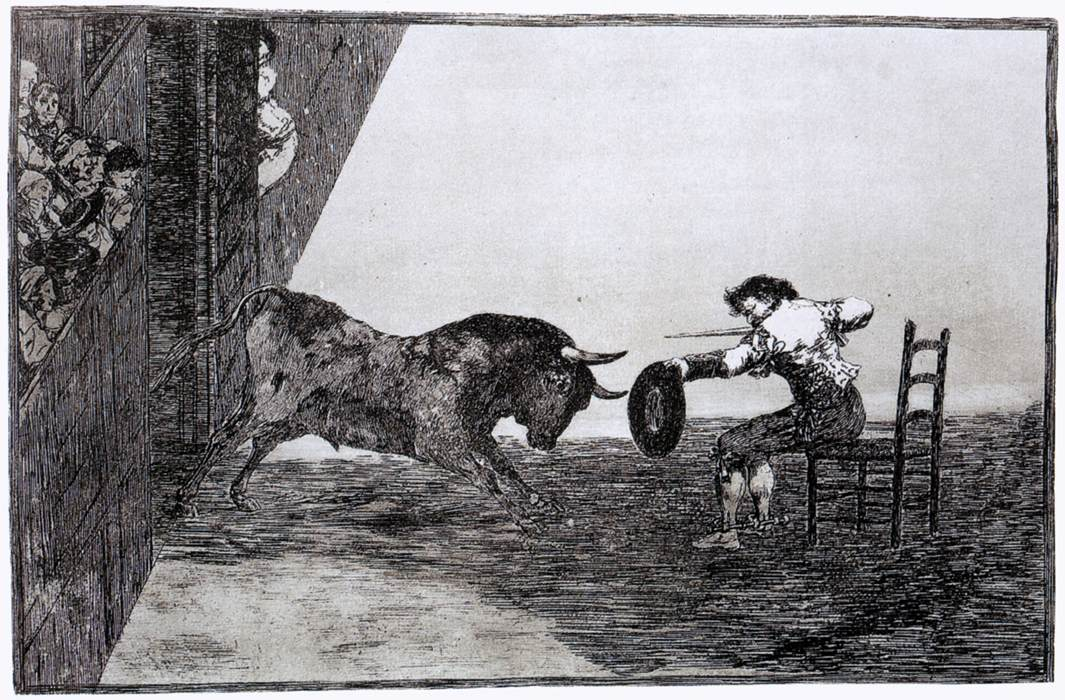
Гравюра Ф.Гойя з циклу «Тавромахія»

Корида вважається одним з втілень іспанського національного духу. Інша назва кориди — «національне свято» (la fiesta nacional). Бик взагалі (особливо — його характерне зображення у вигляді силуету, відоме за рекламою бренду «Осборн», встановленою уздовж автодоріг країни) сприймається як один з символів країни і навіть неформально поміщається на прапор Іспанії замість герба.
У драматургії 16-17 століть, зокрема у Лопе де Вега, Тірсо де Моліна, Кальдерона, часто фігурує поранений герой або герой, що тільки-но переміг бика.
Тавромахія і тісно пов'язана з нею тема смерті займає велике місце в творчості іспанських художників (безліч робіт Гойя — проводяться навіть особливі «кориди в стилі Гойя» Пікассо), письменників, поетів (Лорка), кінематографістів (Альмодовар та інші). Сюжет кориди також зустрічається в творах французів Меріме, Бізе, Е.Мане. Американець Ернест Гемінґуей був цінителем і поклонником кориди і написав дослідження про неї «Смерть опівдні». В наш час[коли?] корида активно використовується в образах, що створюються в рамках поп-культури.
Корида (або інше видовище за участю биків) — обов'язковий елемент програми будь-яких міських і навіть багатьох сільських свят. У кожному місті існує декілька клубів любителів кориди (по-іспанськи — «peña taurina»), що мають свою уніформу і любительський оркестр (який виступає на коридах, граючи традиційний пасодобль — жанр, що сформувався завдяки кориді).
Разом з тим, в цілому видовище поступово втрачає популярність. Молоді, більш європеїзовані іспанці сприймають його як приманку для туристів (у курортних областях туристи дійсно складають більшість відвідувачів арен) і віддають перевагу «більш цивілізованим» формам дозвілля. Для них корида швидше не невід'ємна частина національної культури, а міжнародний бренд Іспанії, що має на увазі «гарячу кров» і «дику вдачу», що, звичайно ж, не відповідає образу сучасної європейської країни.

## Боротьба захисників тварин за заборону кориди
Активісти-супротивники боїв биків проводять різні акції перед крупними феріямі в Іспанії, а також протистоять (іноді вдало) організації кориди за межами традиційного ареалу її розповсюдження. Особливо відомі виступи організації «Люди за етичне ставлення до тварин» (ПЕТА).
У Іспанії корида більше не проводиться на Канарських островах з 1991 року (хоча бої півнів, що є частиною місцевих традицій, там продовжуються). У 2005 році Барселона була оголошена «містом, вільним від кориди» (каталонські націоналісти вітали цей крок, виступаючи одночасно за збереження каталонських національних забігів за участю биків), в 2010 році 28 липня Парламент Каталонії прийняв закон згідно з яким з 2012 року в Каталонії корида не проводиться.
До перемог захисників прав тварин можна віднести заміну справжніх биків на дерев'яні муляжі в ході народної забави «Вогненні бики» (див. нижче). Проте це продиктовано швидше вимогами безпеки глядачів і учасників дійства. Також заборонені деякі жорстокі народні форми тавромахії, що не відносяться безпосередньо до кориди.

### Аргументи проти кориди
З точки зору її супротивників, корида — варварський пережиток Середньовіччя, жорстоке вбивство тварини на потіху кровожерному натовпу. Ніякої практичної користі від видовища немає, воно тільки розпалює тваринні інстинкти. Не може йти мови про чесний поєдинок — бик заздалегідь поставлений в невигідні умови і приречений на смерть. Іспанські супротивники кориди також аргументують свою позицію тим, що бій биків несумісний з іміджем Іспанії як розвиненої цивілізованої країни (яким іспанці дуже дорожать). Вони прагнуть показати кориду як елемент ретроградної реакції, використовуючи як доказ популярність і розквіт «національного свята» в роки режиму Франко.

### Аргументи за кориду
З точки зору її прихильників, корида — не тільки невід'ємна частина іспанської культурної спадщини і національної ідентичності, але і красиве мистецтво, подібне до балету (словник Королівської Академії наук Іспанії визначає тавромахію як мистецтво). Глядачі приходять дивитися не на муки бика, а на майстерність і хоробрість тореро. Страждання бика не перевершують того, що зазнають багато домашніх тварин, проте бик, на відміну від них, гине з гідністю і у разі прояву виняткової сміливості може бути пробачений і лишитися в живих.
Звичайно, досвідчений тореро, що знає звички бика, має над ним перевагу. Проте ця тварина настільки небезпечна, що непрофесіонал проти неї не вистоїть, та і матадори регулярно отримують небезпечні поранення (смертельні випадки раніше були поширені, але зараз дуже рідкісні завдяки досягненням медицини). Тільки корида допомогла зберегти бойового бика як унікальну породу, найближчу до стародавнього туру.

## Інші форми кориди і подібних видовищ
Окрім пішої і кінної кориди з дорослими і молодими биками, в Іспанії є й інші популярні видовища за участю биків: прогін биків (у всіляких варіантах, зокрема по місту — це називається енсьєрро і часто є «передмовою» до кориди, наприклад в Памплоні, при цьому охочі можуть бігти перед биками), «вогненні бики» (до бика, зараз зазвичай муляжу, прикріпляються феєрверки і петарди, і він переслідує святкуючих), «рекорте» (демонстрація прийомів, іноді акробатичних, непрофесіоналами без зброї, проводяться національні конкурси). Також існує комічна корида (наприклад, «пожежник-тореро») за участю клоунів і карликів, зазвичай без вбивства бика.

## Корида за межами Іспанії

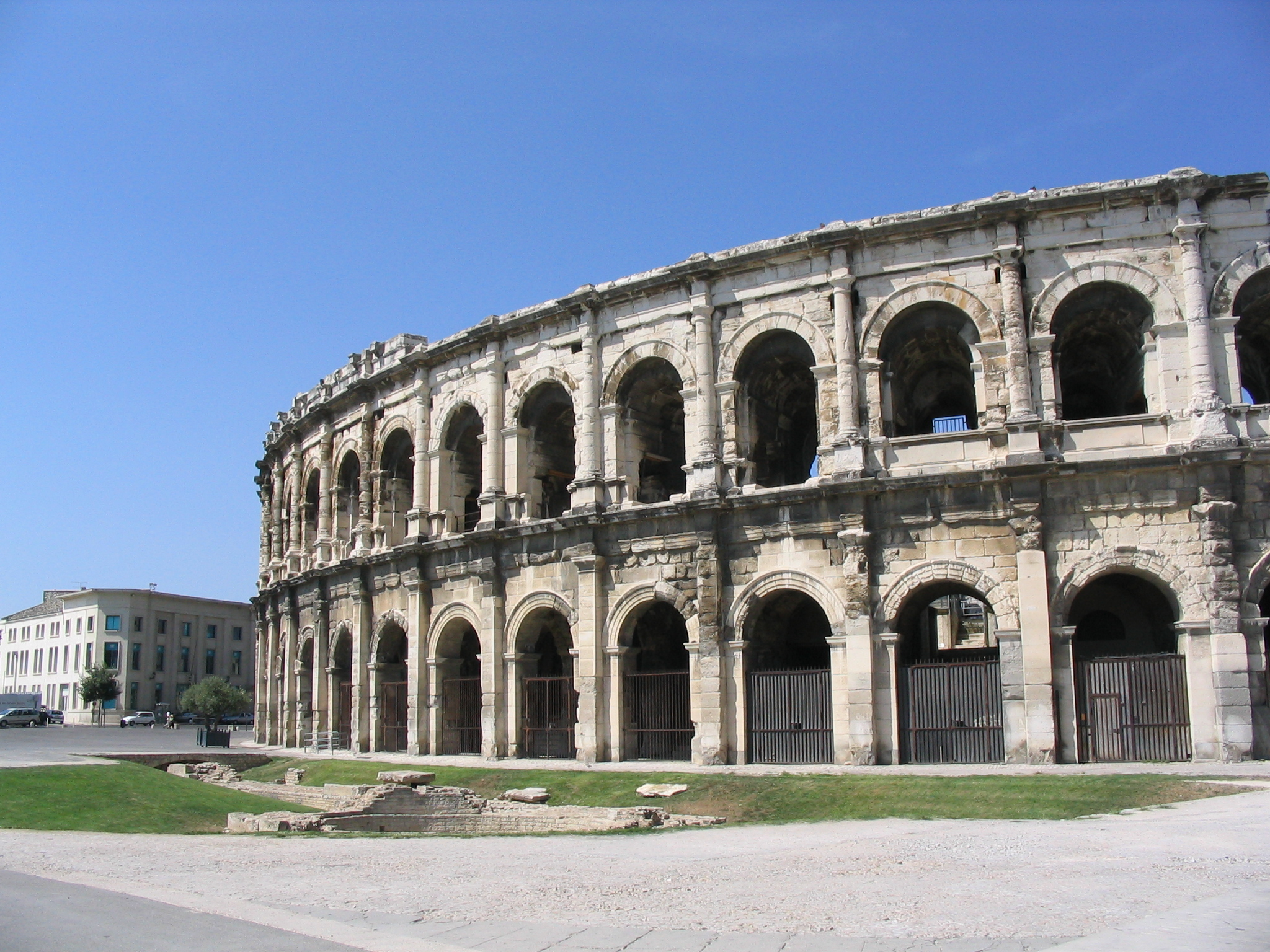
Римский амфітеатр у Німі, що використовується як арена для бою биків

### Франція
На півдні Франції, в Провансі і Лангедоку широко поширена корида за іспанськими правилами (головні арени — Нім і Арль). Окрім цього, існують традиційні народні форми тавромахії, подібні до іспанських: у Камаргі після забігу биків (енсьєрро) проводяться конкурси raseteurs (аналогічні іспанським «рекорте»), в яких raseteurs, не заподіюючи травм самій тварині, прагнуть зірвати з його рогів кокарди і стрічки спеціальним інструментом. Чим довше вони знаходяться на рогах бика, тим більша їх вартість.
Інший різновид французької тавромахії — course landaise з коровами, де одні учасники притримують корову, а інші перестрибують через неї (правила різняться залежно від місцевості).

### Латинська Америка
Серед країн Латинської Америки корида за іспанськими канонами поширена в Мексиці (арена в Мехіко — не тільки найбільша у світі, але і одна з найпрестижніших, на одному рівні з іспанськими аренами першої категорії), Колумбії, Перу, Еквадорі Венесуелі, Панамі та Болівії. На Кубі проводяться окремі кориди іноземних майстрів, але до власне кубинських традицій тавромахія не відноситься. У Бразилії проводиться «торада» португальського зразка.
У латиноамериканських країнах розташовано декілька «ганадерій» (ферми, де вирощуються бойові бики), там проходять важливі ферії (головні — в Мехіко (Мексика), Кіто (Еквадор), Манісалесі, Калі (Колумбія), Меріді, Сан-Крістобалі (Венесуела) Лімі (Перу)). Ці країни, особливо Мексика, є батьківщиною багатьох видатних тореро.
У ряді випадків звичаї кориди в Латинській Америці декілька відрізняються від іспанських. Наприклад, в Мексиці матадор робить «коло шани» по арені в напрямі, протилежному тому, в якому це робиться в Іспанії. В цілому тавромахія менш вкорінена в Новому Світі, ніж на Піренейському півострові, та іноді сприймається як спадщина європейських завойовників.

### Португалія
Основна стаття: Торада

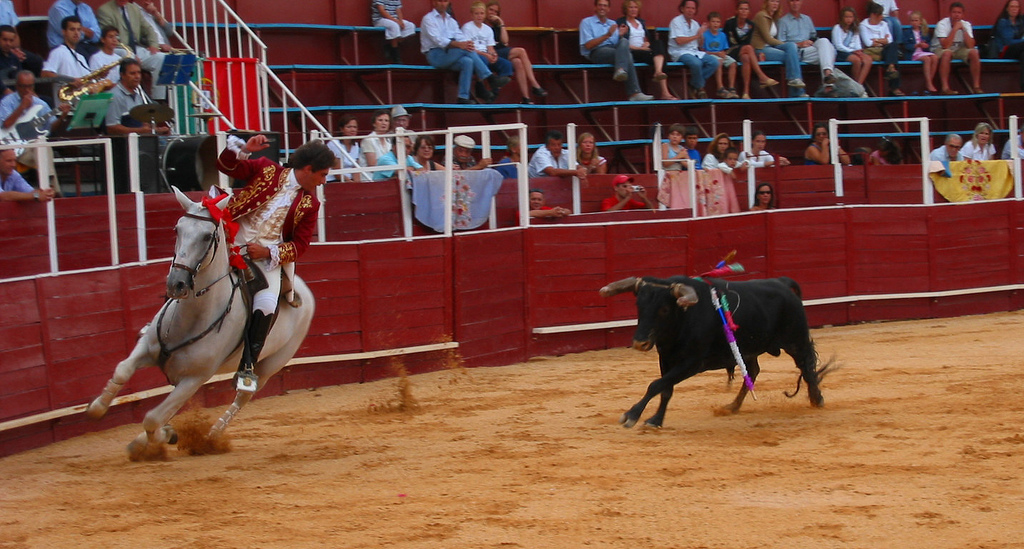
Кабалейро

Португальська варіація бою з биком, так звана «торада» (tourada), значно відрізняється від іспанської. З 17 століття на ній не вбивають бика (проте корида іспанського типу з вбивством тварини може проводитися в прикордонних з Іспанією областях). Хоча в тораді часто беруть участь і піші матадори (які проводять з биком ті ж дії, що і в Іспанії, за винятком його вбивства), класичний португальський бій биків включає кінну частину (головний учасник — вершник-кабалейро) і частину, в якій вісім неозброєних «форкадос» (слово має два переклади — «вила» і «шибеник») усмиряють і відводять бика.

### Інші країни
Бої биків за португальським зразком і без спричинення травм тварині регулярно проводяться в Каліфорнії. У таких країнах, як Філіппіни, КНР і деяких інших (наприклад Вірменія), час від часу проводяться бої биків за участю іноземних тореро. Хоча в багатьох країнах діють клуби любителів кориди, більшість глядачів нездібна належним чином оцінити роботу матадора і його квадрільї, у зв'язку з чим проведення корид в країнах, що не мають традицій тавромахії, не завжди виправдано.